# Mangere
La isla Mangere (en maorí: Māngere; en inglés: Mangere Island) forma parte del archipiélago de las islas Chatham, ubicado a unos 800 kilómetros (500 millas) al este de la isla sur de Nueva Zelanda que tiene un área de 113 hectáreas (279 acres). La isla se encuentra frente a la costa oeste de la isla Pitt, a 45 kilómetros (28 millas) al sureste del principal asentamiento en las islas Chatham, Waitangi, en la isla Chatham.